# Chrysosoma cordatus
Chrysosoma cordatus är en tvåvingeart som först beskrevs av de Meijere 1913.  Chrysosoma cordatus ingår i släktet Chrysosoma och familjen styltflugor. Inga underarter finns listade i Catalogue of Life.